# Papworth Everard
Papworth Everard är en ort och civil parish i Storbritannien.   Den ligger i distriktet South Cambridgeshire i grevskapet Cambridgeshire i riksdelen England, i den sydöstra delen av landet, 80 km norr om huvudstaden London. Papworth Everard ligger 40 meter över havet och antalet invånare är 2 057.
Terrängen runt Papworth Everard är platt, och sluttar norrut. Runt Papworth Everard är det ganska tätbefolkat, med 149 invånare per kvadratkilometer. Närmaste större samhälle är Cambridge, 16,9 km öster om Papworth Everard. Trakten runt Papworth Everard består till största delen av jordbruksmark.